# Metković
Metković je grad u Dalmaciji, u sastavu Dubrovačko-neretvanske županije. Nalazi se na jugoistoku Hrvatske, na obalama rijeke Neretve i na granici s Bosnom i Hercegovinom.

## Zemljopisni položaj
Zemljopisni smještaj Metkovića na 43°03' SŠ i 17°39' ID, te otvorenost doline Neretve prema moru, svrstava ga u mediteranske gradove sa svim utjecajima koje mediteranski civilizacijski i klimatski krug donosi. Smješten na samoj granici dvaju nekadašnjih svjetova, Venecije i Osmanskog Carstva, Metković je ipak sačuvao svoju pripadnost hrvatskom nacionalnom biću.
Delta Neretve od Metkovića do ušća sa sjevera i sjeveroistoka omeđena je ograncima dinarskih planina, a s juga podgradinsko-slivanjskim brdima. Na zapadu Delta je otvorena moru i nalazi se pod njegovim stalnim utjecajem. U jesen se more polagano hladi, oslobađa toplinu i time produžuje ljeto, a u proljeće je obrnuto, ohlađeno more sprječava zagrijavanje zraka iznad kopna. U gornjem području Delta je otvorena prema prodiranju suhih vjetrova ljeti, a hladnih zimi i u proljeće. I ovo je razlog stvaranju različitih mikroklima, pa u prostoru od Metkovića skoro do Opuzena zimske su temperature za stupanj, dva niže, a što je odlučujuće da u tom gornjem dijelu teže uspijevaju agrumi (zimsko izmrzavanje). Ljeto je ovdje dugo, toplo i suho, a zima je blaga i kišna.

### Klima
Srednja godišnja temperatura iznosi 15,7 °C. Srednje mjesečne i dekadne temperature su pozitivne. Najhladniji mjeseci su prosinac, siječanj i veljača. Najhladniji period je prema podacima opažanja treća dekada siječnja s 2,5 °C. Međutim, opaženi su pojedini dani s negativnim temperaturama. U veljači su zabilježene i dosta minimalne temperature; 1947. g. čak -11 °C, a nešto se slično ponovilo i tri puta: 1974., 1978. te 1985. što je vrlo opasno za suptropske kulture kao što su mandarine zbog smrzavanja.
Najtoplije je u srpnju i kolovozu od zadnje dekade lipnju do zadnje dekade kolovoza. U kolovozu skoro svake godine temperatura zraka doseže u pojedinim danima i do 35 °C, a 1946. i 2006. bilo je dana i s 40 °C. U srpnju su zabilježeni dani i do 35 °C. Lipanj je relativno hladniji, a u rujnu se temperature mogu zabilježiti i do 35 °C. Godišnja količina padalina u prosjeku za cijelu Deltu je oko 1300 mm. U zimskom razdoblju padne 65-75% godišnje količine padalina. Uglavnom su to kiše, a snijeg je rijetka pojava i kratko traje. Evidentan je problem da kiše padaju kada je najmanje potrebno vegetaciji zato je intenzivna poljoprivreda ovisna o ljetnom navodnjavanju. Zimi i u rano proljeće se znaju pojaviti i mrazevi kao dio strujanja hladnog zraka zbog otvorenosti prema kontinentu i dosta mogu biti opasni pošto vegetacija krene već u rano proljeće.

## Povijest
Prema dosadašnjim arheološkim nalazima na brdu Predolcu, neposredno do grada, život na području grada Metkovića otpočeo još u pretpovijesno doba. Pretpostavlja se da su prvi poznati žitelji u donjem toku Neretve bili helenizirani Iliri Daorsi, koje su kasnije potisnuli ratoborni Ardijejci i Delmati. O njima svjedoče mnogobrojne gradine i kamene gomile na okolnim brdima. U četvrtom stoljeću pr. Kr. stari Grci počeli su kolonizirati jadranske otoke i obalu, pa su zbog zgodna položaja utemeljili emporij (luku), tri kilometra sjeverozapadno od Metkovića. Bila je to u antici daleko poznata Narona, današnji Vid. Njezini su žitelji trgovali s Ilirima u unutrašnjosti, prodavajući im oružje, posuđe, nakit i odjeću. Dobar strateški i komunikacijski položaj Narone uvidjeli su i Rimljani, koji su blizu nje podigli vojni tabor (možda u Mogorjelu kod Čapljine?) za ratovanje protiv Ilira. Narona je vjerojatno za cara Augusta postala kolonija (Colonia Iulia Narona) i upravno središte (conventus Naronitanus). Devedesetih godina 20. st. u središtu Vida otkopani su ostaci hrama na glavnome trgu (Augusteum), u kojemu je pronađeno 16 obezglavljenih kipova bogova i božica, među kojima se ističe gotovo tri metra visoki kip divinizirana Augusta u carskoj odori. Kako je Narona bila biskupijsko središte, u njoj je pronađeno više starokršćanskih bazilika, od čega je vrijedna spomena dobro očuvana krstionica u bazilici na mjestu današnje crkve Sv. Vida.
U ranom srednjem vijeku Poneretavlje su naselila slavenska i hrvatska plemena. Od Cetine do Neretve uzdiže se čuvena Paganija, zemlja nekrštenih gusara, kako nas u 10. st. izvješćuje bizantski car Konstantin Porfirogenet. Mlečani su jedno vrijeme plaćali Neretvanima danak za slobodnu plovidbu uz njihovu obalu. Vjeruje se da je hrvatski knez Domagoj podrijetlom bio Neretvanin.  Mletački kroničar zove ga "pessimus dux Slavorum". U 14. st. u dolinu Neretve spustili su se bosanski vladari, ponajprije Stjepan II. Kotromanić, pa kralj Tvrtko, pa herceg Stjepan Vukčić Kosača, pa knezovi Radivojevići-Jurjevići-Vlatkovići... Na puk smjerni nalegoše krajem 15. st. Turci. I danas na ulazu u Metković nauzgor stoji moćna Norinska kula, o kojoj pjeva Andrija Kačić Miošić.
Ulogu Narone preuzela je luka Drijeva, vjerojatno na desnoj obali Neretve blizu današnje Gabele. Drijeva su bila veliko trgovište svakojake robe, od sukna i voska do soli i začina, ali i robova. Često se spominje u zapisima dubrovačkih notara. Blizu Drijeva na povijesnu pozornicu u 15. st.  stupa i Metković, doduše kao maleno naselje bez velika značenja.
Metković se, koliko je do sada poznato, prvi put spominje 1422. u jednom sudskom spisu datiranom 17. siječnja 1422. (Lamenta de foris. IV. fol 389’), koji se čuva u Državnom arhivu u Dubrovniku. Radi se o tužbi jednog vlasnika barke protiv carinika iz Neretve koji su mu zaplijenili barku punu razne robe "...in flumaria Narrenti subtus Metchovich..." (...na rijeci Neretvi pod Metkovićem...). Vjerojatno su njegov rast usporili Turci koji osvajaju Poneretavlje. Za njihove vlasti (1494. – 1685.) Metković se ne spominje. Na zemljovidu prvi ga je zabilježio mletački kartograf G. Gastaldi 1570. godine. Glavna uloga bila je namijenjena susjednoj Gabeli, te Opuzenu i Kuli Norinskoj. Ta dva stoljeća ispunjena su čestim sukobima Turaka i Mlečana. Požarevačkim mirom 1718. utvrđena je granica između Turske carevine i Mletačke Republike.
Mlečani su minirali i napustili Gabelu i osnovali neretvansku luku u Metkoviću na predjelu Unka. Metković se našao u kotaru Neretva, na čijem se čelu nalazio nadintendant sa sjedištem u Opuzenu. Naselje se polagano razvijalo, postajući središte poljodjelstva, stočarstva, lova i ribolova. Sredinom 18. st. Metković je imao oko četiristo duša. Nakon propasti Mletačke Republike za kratkotrajne francuske uprave došlo je do gradnje tzv. Napoleonove ceste (u narodu zvane francuskom i Marmontovom), čime je poraslo strateško i trgovačko značenje Metkovića. Upravo u to doba 1812. postao je općinsko središte za naselja na lijevoj obali Neretve.

## Metković u Austro-Ugarskoj
Dolina Neretve pod vlast Habsburgovaca dolazi prvi put krajem 18. stoljeća. Vrijeme od 1797. do 1806. naziva se tzv. prvom austrijskom upravom. U to je vrijeme sjedište doline (Neretvanskog kotara) bilo u Opuzenu. Prvenstveni cilj bečkog dvora nije bio unaprjeđenje uvjeta života već učvršćivanje vlasti na području koje graniči s Osmanskim Carstvom. Zbog poraza u ratu, na vlast u dolini dolazi Francuska i to od 1806. do 1813. Nakon toga slijedi razdoblje tzv. druge austrijske uprave koje će potrajati do raspada Monarhije. Metković je administrativno bio dio pokrajine Dalmacije sa sjedištem i namjesnikom u Zadru, koja je bila pod izravnom upravom bečkog dvora. Sredinom 19. stoljeća postao je administrativnim i političkim središtem austrijske uprave u dolini Neretve. Upravo tada dolina Neretve postaje važnija vlasti, dolazi do određenog poboljšanja života stanovnika i općenito razvoja Metkovića.:22.-23. Lučki ured utemeljen je 1823. kao prva državna ustanova, a 1849. otvara se i poštanski ured, a broj stanovnika prešao je broj od 1000.
U to je vrijeme otpočeo je projekt regulacije korita rijeke Neretve i uređenja luke kao dio povezivanja Bosne i Hercegovine s izlazom na more te općenito ulaganja u prometnu infrastrukturu. Od 1881. do 1889. izgrađeni su nasipi i odvodni kanali čime je smanjena mogućnost poplava, a do tada vijugavo korito Neretve pretvoreno je u korito s nasipima i pristaništima u većim mjestima. Metkovska je luka time dobila status pomorske te jedne od najvažnijih luka istočne obale Jadrana. Osim vodenog, razvija se i kopneni promet, Metković se željeznicom povezuje s Mostarom (poslije i Sarajevom), grade se ceste te most u Metkoviću, prvi most preko Neretve južno od Mostara.:22.-24. Izgradnjom cesta Mostar – Metković i Mostar – Sarajevo, Metković postaje trgovačko i lučko naselje s razvijenim obrtom i ugostiteljstvom. Grad se širi od podnožja brda Predolca prema riječnoj dolini. Novosagrađena cesta postala je istodobno glavna gradska ulica.
Metković je bio jedna od najmanjih i najsiromašnijih općina Dalmacije, ponajviše zbog životnih uvjeta, neobrazovanosti stanovništva, rascjepkanosti obradivih površina i slično. Stanovništvo je živjelo uglavnom na selima i bavilo se primitivnom poljoprivredom, a poljoprivredu u dolini onemogućavala je močvara s malo melioriranih površine. Krajem 19. stoljeća proširuju se obradive površine te se uvode nove poljoprivredne kulture poput duhana. Ipak, gospodarstvu su najviše doprinosile trgovina, luka i željeznica. Otvaraju se razni obrti, razvija se tranzitni turizam, a štedne zadruge omogućavaju kredite i seljacima. Doba je to i početka organiziranog školstva i opismenjavanja, pa se tako 1845. otvara pučka škola. Poseban zamah obrazovanju događa se u vrijeme Narodnog preporoda u Dalmaciji i djelovanjem don Mihovila Pavlinovića, narodnjačkog političara i svećenika. Neretvanska narodna čitaonica otvara se 1873. a počinje i kazališni i kinoprikazivački život. Kazališna sekcija Narodne čitaonice osnovana 1875. svoje je izvedbe odigravala u hotelu Austria, kao i gostujuće družine. Od 1912. u hotelima se prikazuju filmovi, a urar Ivan Spajić otvara Pathe Kinematographa, prvo kino u Metkoviću. Počinju i prva proučavanja neretvanske povijesti te arheološka istraživanja, posebno istraživanje rimske Narone Carla Patscha u Vidu pokraj Metkovića. Poboljšanju životnih uvjeta doprinijele su i mjere zdravstvene skrbi, posebno kad je u pitanju malarija (neretvanska bolest). Otvoreno je javno kupalište, a u antimalaričnoj stanici dijelio se kinin, lijek protiv malarije. Godine 1905. otvoren je sanatorij za oboljele od gube s područja Dalmacije, posljednji takve vrste u Europi.:25.-28.

## Prvi svjetski rat
U lipnju 1914. Franjo Ferdinand, austrougarski prijestolonasljednik, bio je sa suprugom Sofijom u Sarajevu u službenom posjetu. Dana 28. lipnja 1914., tijekom vožnje ulicama Sarajeva, ubijeni su u atentatu koji je počinio Gavrilo Princip, pripadnik srpske organizacije Mlada Bosna, što je Austro-Ugarska iskoristila kao povod za Prvi svjetski rat.
Franjo Ferdinand i supruga Sofija za Sarajevo su krenuli iz Beča posebnim vlakom do Trsta. Potom su vojnim brodom SMS Viribus Unitis doplovili do ušća Neretve, da bi se onda ukrcali na jahtu Dalmat (kasnije znana kao Istranka) kojom su doplovili do Metkovića gdje im je bio priređen svečani doček. Nakon atentata tijela Franje Ferdinanda i Sofije su 30. lipnja 1914. vlakom prevezena do Metkovića, ukrcana na jahtu Dalmat koja ih je onda prevezla do broda SMS Viribus Unitis.
Područje današnje Hrvatske, pa tako i dolina Neretve uglavnom su bili pošteđeni razaranja u Prvom svjetskom ratu. Metković i dolina su bili uglavnom tranzitna vojnička postaja prema Balkanskom bojištu. Regruti iz doline Neretve starosti od 21 do 36 godina bili su regrutirani u tri vojne postrojbe: Dvadeset i drugoj c. i kr. Dalmatinskoj pješačkoj pukovniji (k.k Dalmatinisches Infanterie Regiment Nr.22. "Graf von Lacy") u Sinju, Trideset i sedmoj domobranskoj pješačkoj pukovniji Gruž (k.k 37. Landwehrinfanterieregiment Gravosa) u sastavu Vojnog okruga Herceg Novi, te manji dio u Ratnoj mornarici (Kaiserliche und königliche Kriegsmarine), a većina vojnika iz Dalmacije ratovala je na Sočanskom bojištu. Odlazak muškaraca na ratište otežao je ionako tešku ekonomsku situaciju. Vladala je oskudica, hrana se dobivala na bonove, a postojala je i obveza doniranja hrane u ratne svrhe, za čije se nepoštivanje strogo kažnjavalo. Sa sjevera Hrvatske pristizala je humanitarna pomoć, a u susjednoj Hercegovini djeca su se slala na ishranu u Slavoniju. Raspadom Austro-Ugarske, stvorena je Kraljevina Srba, Hrvata i Slovenaca, a prve postrojbe Kraljevine Srbije pristigle su u Metković 13. studenoga 1918.:17.-20. Prvi vojnici se nisu dugo zadržali već su proslijeđeni prema Trebinju. Dana 19. studenog u Metković su stigli vojnici 1. bataljuna, 13. pješadijskog puka „Hajduk Veljko“ Timočke divizije. Došlo je 190 ljudi i 8 časnika pod zapovjedništvom majora Trnokopovića.

## Između dva svjetska rata
Već od sredine 19. stoljeća značenje Metkovića kao središta donjeg Poneretavlja bilo je u porastu, a posebno nakon 1. studenoga 1880. kad je postao sjedište kotara. Broj stanovnika bio je u konstantnom porastu a naselje se širilo s obje strane Neretve poprimajući obilježja grada. Status je bio nepromijenjen i nakon raspada Austro-Ugarske, u novoj državi, Kraljevini Srba, Hrvata i Slovenaca. U njoj je teritorijalno Metković najprije bio u sastavu Dubrovačke oblasti. Upravnom podjelom iz 1929. postao je dijelom Primorske banovine, a nakon podjele iz 1939. dijelom Banovine Hrvatske.
Vlada Kraljevine je već od početaka pristupila brisanju tragova bivše države. Tako je razbijena spomen-ploča na kući podignuta 1875. u znak boravka cara Franje Josipa. Na groblju sv. Ivana devastirani su spomenici pisani goticom i na njemačkom jeziku, a hotel Austria preimenovan u hotel Beograd. Pod utjecajem ORJUNA-e Jelisavin most preimenovan je 1924. u Most prestolonasljednika Petra. Veliki dio Hrvata kao pokušaj otpora novoj vlasti bio je okupljen oko HRSS-a (poslije HSS-a) Stjepana Radića koji je Metković posjetio dva puta: 2. srpnja 1926. i 16. srpnja 1927. kada su održani veliki narodni zborovi. Veliku ulogu u podizanju nacionalne svijesti imalo je i Hrvatsko kulturno društvo Napredak iz Sarajeva koje je imalo podružnicu i u Metkoviću, osnovanu 22. veljače 1931. čiji je rad jedno vrijeme bio zabranjen. Nakon Šestosiječanjske diktature političke prilike su se pogoršale te su se pod udarom vlasti našli članovi stranaka hrvatske orijentacije. Stanovništvo je odgovorilo na to izlaskom na skupštinske izbore 1931. u malom postotku (24%). Stalne su bila i žandarska zlostavljanja, uhićenja i progoni protivnika vlasti. Slomom vlade Bogoljuba Jevtića 1935., a posebno stvaranjem Banovine Hrvatske 1939. pritisak vlasti je znatno oslabio.:22.-31.
Temelj gospodarstva između dva rata u Metkoviću činili su poljoprivreda, stočarstvo,  trgovina, obrt i ugostiteljstvo. Veliki problem poljoprivredi činilo je 14.200 ha močvara te hirovita Neretva koja je često plavila ionako malu površinu obradiva tla. Tlo je obrađivano na primitivan način, tako da su prinosi bili niski. Osobito je bilo razvijeno ratarstvo i vinogradarstvo te uzgoj duhana koji se otkupljivao u zgradi izgrađenoj za vrijeme Austro-Ugarske (danas zvanoj Vaga). Zahvaljujući velikoj površini pašnjaka od 18.477 ha, stanovništvo se bavilo stočarstvom, posebno uzgojem krava, ovaca i svinja. Višak sijena s pašnjaka prodavali su hercegovačkim i primorskim stočarima. Ponajviše za svoje potrebe, stanovništvo se bavilo i ribolovom, a znatnu zaradu ostvarivalo je lovom na pijavice koje su otkupljivali privatni trgovci u medicinske svrhe.:42.-52.
Ponajprije zahvaljujući luci i raskrižju putova, Metković je bio trgovačko središte. Između dva rata bilo je registrirano 135 trgovačkih radnji, u kojima je bio zaposlen svaki jedanaesti stanovnik. Za Ilindan održavan je godišnji sajam, a od 1936. četvrtkom i tjedni sajam. Od obrtničkih radnji najviše je bilo obućara (13), pekara (6) te brijača i stolara (po 5). Među prvima u Dalmaciji, Metković je još 1890. dobio hotel Austriju te 1908. hotel Metković. Između dva rata bila su otvorena još dva hotela: Zagreb (1920.) i Vrgorac (1925.) Ugostiteljstvo su još činili i mnogi mali ugostiteljski obrti, gostionice i krčme.:56.-63.

## Drugi svjetski rat
Napadom njemačkih snaga na Beograd 6. travnja 1941. počeo je napad na Kraljevinu Jugoslaviju. Već 17. travnja potpisan je akt o primirju, zapravo o bezuvjetnoj predaji, a država je podijeljena između napadača: Njemačke, Italije, Bugarske i Mađarske. Proglašenjem NDH i u Metkoviću je uspostavljena nova vlast. Dan nakon kapitulacije Jugoslavije, članovi Narodne zaštite su razoružali pripadnike jugoslavenske vojske i žandara. Zbog opasnosti od četnika koji su već činili zločine po Hercegovini, na predjelu Unke bila je organizirana obrana koju je pripomogao vod hrvatskih mornara pristigao iz Splita 14. travnja te nešto kasnije i vod domobrana, te novoformirana ustaška milicija. Zbog opasnosti po vlast, česta su bila uhićenja pripadnika komunista i drugih protivnika. Tako je od travnja do kolovoza na području kotarske oblasti Metković bilo uhićeno oko 200 pripadnika komunističkog pokreta, jugonacionalista i Srba. Svi su pušteni na slobodu, a pet Srba su tzv. divlji ustaše nasilno izvele iz zatvora i strijeljale. Vlast je postupno preuzimala talijanska okupatorska vojska.:104.-116.
Od sredine travnja 1942. na području Kotarske oblasti Metković počele su partizanske diverzije. Tako je 13. travnja 1942. miniran most kod Orepka (na cesti Metković - Nova Sela), a 10 dana kasnije napadnuta je straža na mostu preko Norina u Kuli Norinskoj. Talijanska vlast je odgovorila uhićenjem petnaestak osoba osumnjičenih za komunističku djelatnost. Civilna vlast na području Metkovića zapravo je postojala formalno jer su talijanske vojne vlasti zadržavale i pravo kontrole i na propise iz djelokruga vlasti NDH. Kapitulacijom Italije područje Metkovića je zaposjela njemačka vojska, a razbuktale su se partizanske borbe, ponajviše zahvaljujući oružju, streljivu i opremi koju su zaplijenili od talijanske vojske. S obzirom na to da su partizani svakodnevno vršili diverzije na prometnicama, njemačko vojno zapovjedništvo u obrani objekata angažiralo je seosku miliciju. Partizani su u borbama na Vukovu klancu u listopadu 1944. porazili njemačku vojsku koja je s oružanim snagama NDH napustila područje. Vlast partizana uspostavljena je 26. listopada 1944.:120.-123.
Već od prve pojave partizanskih diverzija, talijanske snage su provodile tzv. akcije čišćenja. Prvi ozbiljniji napad na partizanske snage izvele su od 23. do 28. lipnja 1942. na položaju Desana, Borovaca, Pline, Pasičine, Brista i Baćine. Tom prilikom strijeljan je veliki broj civilnog stanovništva te don Stjepan Vlahović, župnik iz Komina, zbog suradnje s partizanskim pokretom. Osim zločina nad stanovništvom, talijanska je vojska veliki dio stambenih i gospodarskih građevina spalila, a stoku odvela. Akcije čišćenja su nastavljene i dalje pa su tako 31. kolovoza 1942. strijeljali šest pripadnika seoske milicije iz Bijelog Vira. Često su te akcije sprovođene uz pomoć četnika, posebno na području Slivanjskog poluotoka, i uvijek iz civilne žrtve i spaljena naselja. U drugoj polovici 1943. slabe akcije čišćenja, a talijanske vojne snage 15. kolovoza 1943. koriste zrakoplovstvo kada je bombardirano Slivno Ravno, a dan kasnije Blace. To su bile praktično zadnje akcije talijanske vojske prije kapitulacije, 8. rujna 1943.:128.-133.
Dolaskom njemačkih snaga, po civilno stanovništvo se ništa bitno nije promijenilo. Akcije čišćenja nastavljene su još većom žestinom na cijelom području Metkovića i okoline. Dana 16. listopada 1943. po kratkom postupku obješeno je 19 odbornika NOP-a Opuzena i Podgradine jer su bili osumnjičeni za postavljanje nagazne mine na pruzi kod Krvavca. Kao još jedan znak zastrašivanja civilnog stanovništva, kretanje na relaciji Metković - Ploče i Metković - Neum bilo je dopušteno samo od 8 do 15 sati. Odmazda nad civilnim stanovništvom, kako ubijanjem, tako uništavanjem cijelih naselja, bila je uobičajeni odgovor na partizanske diverzije. U Metkoviću su vješala bila postavljena na Trgu kralja Tomislava, uz obalu Neretve te u blizini hotela Zagreb kao opomena stanovništvu. Najveći zločin nad civilnim stanovništvom donjeg Poneretavlja njemačke su snage počinile 2. studenog 1943. Tom prigodom na lokalitetu Velikih Bara pored Baćine strijeljali su 64 stanovnika, u zaseocima Ćulumi i Peračko Blato 43 stanovnika. Kao i za vrijeme talijanske vlasti, vlasti u Metkoviću su ulagale prosvjede od kojih nije bilo nikakve koristi.:146.-154.
Prva partizanska postrojba na području Metkovića bila je Prva neretvanska četa, osnovana 23. travnja 1942. u Desnama. Njeno prvo borbeno djelovanje bilo je potapanje glibodera na ušću Neretve u noći između 4. i 5. svibnja 1942. U srpnju 1942. njenom reorganizacijom članovi su raspoređeni u bataljun Josip Jurčević koji je djelovao na području makarskog okruga i šire. Antifašistički pokret u ovom kraju znatnije jača 1943. Osim vojnih postrojbi, formiraju se i organi vlasti (Komande mjesta i Komande područja), pa je tako za područje Metkovića 1. veljače 1943. osnovana Komanda mjesta Metković. Daljnjim jačanjem pokreta početkom ožujka 1943. osnovan je Biokovski partizanski odred pod čijim su se zapovjedništvom nalazile partizanske jedinice Metkovića i okoline. Sredinom travnja 1943. formirana je Druga neretvanska četa te Pasička četa, a u kolovozu 1943. formiran je Neretvanski narodnooslobodilački odred.:136.-137.
Tijekom rata Metković je u više navrata bombardiralo savezničko zrakoplovstvo. Razlog tomu ponajviše je taj jer je Metković imao veliko prometno značenje od mora prema unutrašnjosti te zbog intenzivnog kretanja njemačkih vojnih snaga. Prvi okršaj s njemačkim zrakoplovstvom zabilježeno je 25. listopada 1943. bez nekih velikih posljedica. Nakon drugog okršaja 28. listopada između Opuzena i Komina, vlasti su izdale naređenje o potpunom zamračenju Metkovića i ostalih naselja u kotaru. Zarobljeni talijanski vojnici i stanovništvo izvodili su radove na 20-ak skloništa., ponajviše u podnožju Predolca. Dana 6. studenoga 1943. oko podne Metković je prvi put bombardiran. Od 12 savezničkih zrakoplova, njemačka protuzračna obrana oborila je 4 a civilnih žrtava nije bilo. Istoga dana oko 15 sati saveznički zrakoplovi su nanovo bombardirali grad, kada su smrtno stradala dva civila te tri pripadnika njemačkih snaga. Daljnja bombardiranja prouzročila su paniku među stanovništvom koje se dijelom iselilo u okolna naselja, a život u gradu bio je paraliziran. Luka je gotovo prestala s radom, jednako tako škole i trgovačke radnje. Najgori napad izveden je 8. siječnja 1944. kada je živote izgubilo 11 stanovnika uz velika razaranja objekata i šest potopljenih brodova u luci. Grad je praktično opustio, a napadi uz žrtve i materijalna razaranja nastavljeni su i dalje. Posljednji napad savezničkog zrakoplovstva izveden je 20. listopada 1944.:154.-158.
Povlačenjem njemačke vojske i vojske NDH dolazi do uspostave institucija partizanskih vlasti. Jedan od zadataka javnog tužilaštva i suda bio je suđenje tzv. narodnim neprijateljima i ratnim zločincima. OZNA je imala popise osoba koje je trebalo uhititi, osuditi i likvidirati, pa se tako u dopisu Opunomoćeništva OZNA-e u navodi "(...)Pisao sam komandi mjesta Metković radi hapšenja osoba koje su u popisu, a koji popis će mi donijeti drug Đorđe (...). Također sam pisao (drugu Filipu Bobancu) da zatraži bataljun s Hvara (...) radi hapšenja popisanih osoba (...)". Suđenje je obavljao Vojni sud VIII. korpusne vojne oblasti NOVJ u Metkoviću, najčešće po kratkom postupku. Na smrt strijeljanjem osuđeno je 30-ak Hrvata, bez prava na obranu i žalbu. Strijeljanja su izvršena u više navrata. Na groblju sv. Ivana prema podatcima partizanskih vlasti strijeljano je ukupno 16 Hrvata, i to u noći sa 16. na 17. studenoga 1944., te u noći s 20. na 21. studenoga 1944. Strijeljanja su obavljana i u zgradi Vage, ali o broju strijeljanih nema službenih podataka.:172.-181. Na pedesetu obljetnicu stradanja tih ljudi Gradsko poglavarstvo Metkovića na Gradskom groblju postavilo je spomen-ploču, a svibnju 2005. podignut im je spomenik.

## Metković nakon Drugog svjetskog rata
Grad je kraj rata dočekao u ruševnu stanju. U doba FNRJ i SFRJ Metković je postupno napredovao na gospodarskom, kulturnom, prosvjetnom i športskom planu, dok je imao poteškoća u razvoju političke demokracije. Godine 1971. Matica hrvatska bila je nositelj hrvatskoga političkog proljeća, koje je ugušeno policijskom presijom, pritiscima i zatvorskim kaznama glavnih članova. Njen ogranak u Metkoviću djelovao je od 1878. do 1942. Obnova djelovanja počela je svečanom osnivačkom skupštinom 21. lipnja 1970. na kojoj su nazočili i tadašnji predsjednik Matice Hrvoje Iveković, povjesničar Franjo Tuđman i književnik Petar Šegedin. Jedan od značajnijih događaja u organizaciji tadašnjeg ogranka bilo je postavljanje spomenika Stjepanu Radiću 5. prosinca 1971. kojem je nazočio veliki broj Neretvana, a predavanje je održao Franjo Tuđman. Nakon toga tadašnje su vlasti izvršile premetačine stanova istaknutih članova te njihovo privođenje. Nedugo nakon toga ogranku je zabranjen rad, sve do 8. lipnja 1991. kada je nanovo obnovljen.
U velikosrpskoj agresiji na Hrvatsku Metković je 1991. – 1992. bio više puta bombardiran iz zrakoplova i topničkoga oružja. Glavne borbe za oslobođenje Jadrana i Južne Hrvatske iznijeli su pripadnici 116. brigade Hrvatske vojske. Kroz tu je postrojbu prošlo oko 6500 pripadnika. U čast brigadi šetalište uz Neretvu nosi ime 116. brigade. U zadnjem desetljeću nakon uspostave samostalne Republike Hrvatske Metković nastavlja svoj urbani rast.

## Željeznički promet u Metkoviću
Sredinom 19. stoljeća, (oko 1846.) pojavljuju se prvi planovi za izgradnju željezničke pruge dolinom Neretve, a vezano za povezivanje Sarajeva i Splita preko Travnika. Bio je predviđen ogranak prema Mostaru, te dalje prema moru dolinom Neretve. Nakon 10-ak godina, javljaju se dva nova prijedloga povezivanja Dalmacije i unutrašnjosti. Predsjednik Poljoprivrednog društva u Zadru, Franjo Borelli se zalaže za prugu koja bi povezivala Dunav i Dalmaciju u novoj austrijskoj luci, sjeverozapadno od ušća Neretve. Kao drugi prijedlog, Trgovačka komora iz Splita se zalaže za izgradnju pruge od desne obale Dunava preko Sarajeva do Splita. Zbog nedorađenosti, vlada u Beču odbacuje i odgađa oba prijedloga. Prvim projektom povezivanja ušća Neretve i Bosne i Hercegovine smatra se prijedlog Stefana Turna oko 1869. Pešta je u borbi s Bečom zastupala njeno povezivanje s Rijekom, i tako dugo kočila povezivanje Dalmacije željezničkim prugama.
Ubrzo nakon okupacije BiH, Austro-Ugarska počinje s intenzivnom gradnjom pruga. Bosanski Brod i Zenica povezuju se 1879., a tri godine poslije Zenica i Sarajevo, čime je završena gradnja pruge Bosanski Brod – Sarajevo. Nakon toga, Zemaljska uprava u Sarajevu donosi odluku o spajanju Mostara i Metkovića. Prva mjerenja počinju 1879., a u ljeto 1884. počinje gradnja pruge u dužini od 42,4 km. Sav materijal dovozio se preko luke u Metkoviću. Pruga je otvorena i puštena u promet 13. lipnja 1885. Time je luka u Metkoviću prerasla u jednu od najvažnijih luka u Dalmaciji, i prvu luku u Dalmaciji koja je dobila željezničku prugu. Monarhija nakon toga nastavlja s povezivanjem Mostara i Sarajeva. Pruga dužine 134,7 km građena je u etapama počevši od Mostara. U cijelosti je završena otvaranjem dionice od Konjica do Sarajeva 1. kolovoza 1891. čime je Bosna i Hercegovina bila povezana s lukom u Metkoviću.:104.-119.
Iako je postojala ideja o produljenju pruge do ušća Neretve, ona postaje aktualna 1920-ih, u sklopu projekta povezivanja Beograda preko Sarajeva s novom lukom na moru. Postojali su prijedlozi da ta luka bude u Kleku ili Neumu, ali, na kraju je prihvaćeno mišljenje da to bude buduća luka u Pločama. Tehnički elaborat bio je završen 1936., ali tek nakon prihvaćanja projekta luke u Pločama, 1938. počinju radovi na svim dionicama. Do kraja 1940. bilo je gotovo 80% zemljanih radova, bez mostova i željezničkih postaja. Napadom Njemačke i Italije na Kraljevinu, obustavljaju se svi radovi. Talijani 1942. dovršavaju izgradnju pruge, a nakon njene kapitulacije, Njemačka obnavlja djelomično oštećenu prugu. Završetkom Drugog svjetskog rata, pruga oštećena povlačenjem Njemačke se opet obnavlja, te se 15. srpnja 1945. pušta u promet cijela dužina pruge od luke u Pločama do Sarajeva.:120.-124.
U sklopu modernizacije željezničke mreže SFRJ, željezničke pruge uskog kolosijeka se mijenjaju normalnim kolosijekom, pa tako i pruga Sarajevo – Ploče. Tako je 5. studenoga 1966. iz Metkovića krenuo zadnji ćiro, a 2. prosinca 1966. uspostavljen je redovni promet na novoizgrađenoj pruzi. Nakon tri godine pruga je u potpunosti elektrificirana, i u to vrijeme bila je najsuvremenija pruga tadašnje države.:124.-126.
Svečanost u povodu 110. obljetnice puštanja u promet pruge Metković – Mostar održana je u Metkoviću 13. lipnja 1995. Na željezničkoj postaji postavljen je spomen stećak, rad akademskog kipara Nikole Vučkovića s uklesanim tekstom: "Na ovo mjesto 13. lipnja 1885. stigao je prvi vlak. Od tada su se smanjile prostorne i civilizacijske razdaljine i ovaj kraj korača naprijed.":125.

## Luka Metković
Kroz povijest, na području Doline Neretve postojalo je nekoliko luka i naselja oko luka. Najstarija je Narona, važno prometno središte koje je svoj vrhunac doživjelo u vremenu rimske vladavine. Propašću Zapadnog Rimskog Carstva, gubi se i značaj Narone.
U Srednjem vijeku na području današnje Gabele postojala je Drijeva, također luka i trgovačko središte. Prvi spomen Drijeve nalazi se u ugovoru Dubrovčana i srpskog župana Nemanje iz 1186. kojim su Dubrovčani osiguravali slobodu trgovanja i rada na Neretvi. Dolaskom Turaka na ove prostore, Dubrovačka Republika i Turci sklapaju partnerske odnose, a nauštrb Mlečana što je stvaralo česte sukobe. Kandijskim ratom Mletačka Republika širi svoje posjede, pa tako dobiva i ušće Neretve, čime je Drijeva počela gubiti na važnosti, prepuštajući primat novoj luci na području Metkovića.
Prvi zabilježeni lučki promet u Metkoviću datira od 1716. Najstariji položaj luke bio je na današnjem predjelu Metkovića zvanom Unka, na desnoj obali Neretve. Zbog plitke Neretve tu su pristajali manji brodovi, a veći su robu iskrcavali nizvodno. Roba se prekrcavala na manje brodove ili u neretvanske lađe koje su mogle ploviti i po plićoj Neretvi. Tadašnji jedrenjaci su se sidrili na ušću Neretve i čekali na povoljan vjetar za plov prema Metkoviću. Koristio se i specifičan način vučenja manjih plovila, tzv. lancanje.
Ukidanjem carinskog sustava i zdravstvenih mjera u graničnim pokrajinama, zabilježen je porast trgovine u Metkoviću, a posebno nakon izgradnje puta Metković – Mostar 1865. Trasa puta je bila na lijevoj obali Neretve, tako da je luka morala promijeniti lokaciju, na područje zvano Pojstružje. Nova luka je mogla primiti veće brodove, a nalazila se blizu raskrižja ceste Metković – Mostar i Napoleonove ceste.:95.-96.
Okupacijom Bosne i Hercegovine, Dalmacija se s Bosnom i Hercegovinom nalazi u zajedničkoj državi. Daljnjom izgradnjom puteva te željezničke mreže, bilježi se rast trgovine i lučkog prometa u Metkoviću. Od 1857. do 1860. luka u Metkoviću je bila vodeća među dalmatinskim lukama. Prokopavanjem kanala Kula Norinska – Metković 1885., te melioracijom i gradnjom novog toka Neretve (1881. – 1889.) stvaraju se preduvjeti za novu lokaciju luke, opet na desnoj strani Neretve. Od 1880. do 1883. izgrađena je kamena obala dužine 205 metara. Operativni dio obale u dužini od 370 metara gradi se 1885., a betonska obala u dužini od 480 m gradi se 1912. Izgrađena su i skladišta, čime je desna obala Neretve bila teretna luka, a putnički dio luke ostao je na lijevoj obali.:96.
Povezivanjem Metkovića i Mostara željezničkom prugom, luka je bila na drugom mjestu po prometu među jadranskim lukama, odmah iza Rijeke. Neodržavanjem plovnog puta, te gradnjom većih i bržih plovila koja nisu mogla doploviti do Metkovića punog tereta, početkom 20. stoljeća promet počinje stagnirati. Tako se 1911. luka u Metkoviću po ukupnom prometu dalmatinskih luka nalazi na zadnjem mjestu. Zbog ograničenog kapaciteta postojećih luka u Metkoviću i Dubrovniku te velikih potreba za izvozom robe iz Bosne i Hercegovine, počinje se razmišljati o izgradnji nove luke koja bi mogla zadovoljiti sve uvjete. Postojala je ideja o proširenju luke u Metkoviću, ali je ista odbačena zbog nemogućnosti uplovljavanja plovila dubljeg gaza. Nova luka gradi se na prostoru današnjih Ploča. Povezivanje Ploča i Metkovića željezničkom prugom nakon kraja Drugog svjetskog rata početak je opadanja prometa luke u Metkoviću.:97.
Metkovska je luka (i željeznica) bila česta meta savezničkim bombardiranjima pa Neretva u Metkoviću nije bila plovna sve do listopada 1957., kada je, nakon čišćenja riječnoga korita, u luku uplovio parobrod Senj. U jednome od savezničkih bombardiranja Metkovića 1944. u luci je, neposredno uz most, potopljen trabakul Sveti Jure pun streljiva raznoga kalibra. Neretva je na nj godinama taložila mulj pa se za nj ni ne bi znalo da 1979. nije bilo odlučeno uz most urediti carinsko pristanište uz koje bi pristajale strane brodice. Čisteći uz obalu nanose mulja i pijeska otkriven je potopljeni trabakul, a u njegovoj utrobi i oko njega pet tona streljiva. Kako je 18. srpnja 1979. bio javio Tanjug, na obalu je bilo izvađeno 538 topovskih granata, 28 mina, 1000 metaka, 500 ručnih bombi engleske i talijanske proizvodnje, kao i jedan top od 60 mm i dva mitraljeza.
U nastojanju da opstane, luka u Metkoviću se 1981. integrira i nastavlja poslovati kao dio luke u Pločama. Domovinski rat i uništeno gospodarstvo nakon njega pridonijelo je vrlo niskom prometu luke, koji se danas uglavnom sveo na pretovar cementa, troske i oblovine.:99.

## Obrazovanje
Školstvo se u Metkoviću, ali i neretvanskom području u cijelosti, počinje razvijati u doba austrijske vladavine. Tako je prva osnovna škola utemeljena 1798., za prve austrijske vladavine u Dalmaciji, u Opuzenu. Opuzen je u prvoj polovici 16. stoljeća bio upravni, sudski i crkveni centar Donjeg Poneretavlja. U Metkoviću se, zbog posebnog geografskog položaja, počelo zarana razmišljati o otvorenju pučke škole. Vlada je već 1838. urgirala da se osnuje pučka škola na teret općine. Tako je osnovna škola u Metkoviću otvorena 1845., Odlukom Bečke dvorske komisije za znanost još iz 1821. po kojoj su se u predturskim, kao i ostalim većim mjestima, mogle osnivati trivijalne škole. Škola u Metkoviću bila je tzv. Niža pučka škola prema Pravilniku vlade od 1823., kojim se donose posebni propisi za pučke škole na području Dalmacije. U nižim pučkim školama poučavalo se "dalmatinskim" ili talijanskim jezikom. Nakon osnutka prve škole u Metkoviću, u prvom desetljeću njezina postojanja nastava se odvijala u vrlo teškim uvjetima: pitanje prostorija, plaćanje učitelja, održavanje kontinuiteta nastave, te nerazumijevanje naroda i općinskih vlasti. Zbog toga škola nije radila u vremenu od 1850. do 1855. Budući da je crkvena vlast vodila pučku prosvjetu, upravitelj je škole bio mjesni župnik, a nastavu su vodili učitelji. Učitelje je postavljao Splitski Ordinarijat.
Učitelji su započinjali službu nakon završene metodičke škole u Zadru. Nisu se smjeli udaljavati iz mjesta službovanja bez dopuštenja upravitelja i općinskih vlasti. Osim redovite nastave, učitelji su poučavali i u tzv. blagdansko-nedjeljnoj školi. Vlasti su zbog ondašnjih socijalnih prilika, zabačenosti mjesta, oskudice u školskom prostoru, malobrojnosti učitelja, te odnosa prema naobrazbi puka preporučivali otvaranje tih nedjeljnih škola.  Učenici između šeste i dvanaeste godine, bili su obvezni pohađati osnovnu školu, a od dvanaeste do petnaeste godine nedjeljnu školu. Knjige za uporabu u osnovnim školama tiskale su se u Zadru, Trstu i Mletcima, a kasnije u Beču. Prodavale po propisanim cijenama, a siromašnijim učenicima dijelile su se besplatno.
Od godine 1860. u spletu Programa hrvatskog narodnog pokreta u Dalmaciji je i Program ponarođivanja školstva. Općine su zahtijevale i pravo odlučivanja o nastavnom jeziku u tim školama. Austrija je podržavala talijanski jezik s namjerom da se uspori razvitak hrvatske misli i stvori jaz između pristalica autonomaškog pokreta i hrvatskog narodnog pokreta. Zato je bila teška borba za uvođenje materinskog jezika u škole. Osnovne su škole u Dalmaciji prema čl. 19 državnog temeljnog zakona od 1867. trebale raditi na hrvatskom jeziku. Godinu dana ranije (1866.) u Metkoviću je nastava na hrvatskom jeziku cijeli dan. Učenika je bilo 118 (58 dječaka i 60 djevojčica). Ženska škola otvorena je 1873. u kući Nike Carevića. Odlukom Namjesništva, otvara se 1894. Mješovita škola u Metkoviću udruženjem 2 razreda muške i 1 razredom ženske škole. Tih je godina donesen i Zakon o školstvu (1869.) kojima se prosvjeta odjeljuje od Crkve, pa se otada škola trebala razvijati kao samostalna institucija za koju je osnovano Pokrajinsko školsko vijeće pri Pokrajinskoj vladi u Zadru. Prema tome zakonu imenovanje je metkovskih učitelja prešlo na Kotarsko školsko vijeće u Metkoviću, koje otada postoji.
U Metkoviću su, jednako kao i u većem dijelu drugih dalmatinskih općina, 70-e godine 19. stoljeća označile konačnu pobjedu Narodne stranke i siguran i nepovratan pad autonomaša. Izbornom pobjedom Narodne stranke i izborom za općinskog načelnika svog predstavnika Ivana Gabrića, Metković se uvrstio u niz dalmatinskih gradova, koji će otada, pa sve do kraja hrvatskog narodnog preporoda u Dalmaciji, biti veliki oslonac hrvatskoj nacionalnoj ideji. Zbog nacionalnih zasluga preporoditelja, a u skladu s općim gospodarskim razvojem Metkovića i neretvanske doline, porastao je broj osnovnih škola, te ih u početku 20. stoljeća metkovska općina ima ukupno 11. U Metkoviću je postojao i dječji vrtić, a otvorile su ga časne sestre 1912. god., da bi 1925. postao državni dječji vrtić.
Rješenjem Ministarstva prosvjete od 3. siječnja 1924. otvorena je u Metkoviću Državna mješovita građanska škola. Redovita nastava započela je 22. rujna 1924. Škola nije imala svojih prostorija, pa se nastava vodila po privatnim zgradama (u Paronosovoj kući, a od 1936. u kući časnih sestara). Od školske godine 1927./28. Metkovska građanska škola ima četiri razreda i četiri odjeljenja. Broj učenika se nakon petnaest godina rada, utrostručio što se može vidjeti i iz toga da se šk. god. 1924./25. upisalo 73 učenika, a šk. god. 1938./39. 219 učenika. Školu su pohađala djeca iz Metkovića i okolice, ali i iz udaljenih krajeva, posebice iz Hercegovine. Za učenike - putnike bio je organiziran poseban vlak. Škola je imala, osim učionica gdje se održavala nastava, kabinete i zbirke pojedinih predmeta s poprilično bogatim nastavnim sredstvima i pomagalima. Također, postojala je nastavnička i učenička knjižnica, te školska radionica.
Učenici su imali mogućnost članstva u pojedine đačke udruge pri školi, kao npr. u Podmladak Crvenog Križa, Podmladak jadranske straže i Naraštaj sokola. Svi roditelji učenika bili su članovi Zajednice doma i škole, koja je od svog utemeljenja (1934.) pa cijelo vrijeme postojanja imala bitnu ulogu u napretku rada škole.
Odlukom ministarstva prosvjete od 17. kolovoza 1936. škola je dobila poljoprivredni smjer, ali je Zajednica svojim zalaganjem uspjela promijeniti smjer škole od poljoprivrednog na trgovački. Tako je 14. listopada 1936. Državna građanska škola u Metkoviću, trgovačkog usmjerenja.
Poslije Drugog svjetskog rata nisu postojale građanske škole. Iako je Zajednica doma i škole metkovske građanske škole već 1940. podnijela zahtjev da se ta škola pretvori u nižu realnu gimnaziju, na to se moralo čekati do 1945. Tad je otvorena u Metkoviću niža gimnazija s tri razreda, a 1951., otvoren je i četvrti razred.
Kako bi se zadovoljile potrebe za stručnim kadrovima, 1948. otvara se Škola za učenike u privredi. U početku je to bila niža stručna škola, a 1954. podiže se na razinu drugog stupnja. Može se reći da je na neki način bila sljednica tradicije građanske škole. U početku je djelovala u teškim uvjetima bez odgovarajućeg prostora, nedostatka nastavnika i radionica. Praktična nastava se odvijala u raznim obrtničkim radionicama i poduzećima u Metkoviću. Popularno zvana Pekina akademija (po ravnatelju Kažimiru Peki od 1949. do 1972.), osposobljavala je učenike za 45 različitih zanimanja.
Na sastanku roditelja 15. svibnja 1954. zatraženo je otvaranje V. razreda gimnazije. Kao razlozi za to navodila se nemogućnost nastavka obrazovanja u drugim mjestima, te postojanje odgovarajućih uvjeta u Metkoviću. Odlukom Narodnog odbora općine Metković 22. prosinca 1954. formiraju se dvije škole: Gimnazija, u čiji su sastav pripali viši razredi osmogodišnje škole i novootvoreni peti razredi, te Narodne osnovne škole. Izgradnjom i otvorenjem 1956. nove školske zgrade Narodne osnovne škole, obje škole su djelovale u istim prostorima. Gimnazija se preseljava u zasebnu zgradu otvorenu 16. rujna 1967. čime su bitno poboljšani njeni uvjeti za rad. U sklopu Gimnazije, 1961. djelovala je i Ekonomska škola. Zbog slabog interesa, nakon dvije generacije maturanata, 1966. Ekonomska škola prestaje s radom.
Reorganizacijom školstva 1977. Škola učenika u privredi, Gimnazija i ostale škole ujedinjene su Centar za usmjereno obrazovanje Petar Levantin, što je za posljedicu imalo gašenje više zanatskih zanimanja u Metkoviću. Iste je godine 16. veljače otvorena i predana na uporabu zgrada Centra za obrazovanje trgovinskih i zanatskih kadrova (današnja Obrtnička škola), iako je svečanost održana 26. listopada iste godine, prilikom osnivanja CUO "Petar Levantin".:72. Reorganizacijom 1992. Centar se razdvaja na Gimnaziju i Obrtničku školu.
Gradnja današnje Osnovne škole Stjepana Radića (tada Osnovna škola Metković) započela je u ljeto 1953. U to vrijeme imala je 15 učionica kapaciteta 1080 školskih mjesta u dvije smjene, kabinete, školsku radionicu i ostale prostore za suvremenu nastavu. Svečano je otvorena 9. rujna 1956. Njenom je izgradnjom riješen problem osnovnog školstva za sljedećih 20 godina.:289. Povećani priljev stanovništva tijekom godina i povećanje broja školske djece nametalo je potrebu izgradnje nove škole. Kako bi se rasteretila tadašnja osnovna škola, Skupština općine Metković 1971. donosi odluku o izgradnji nove osnovne škole na desnoj strani grada. Gradnja se odvijala od 1974. do 1979. kada je i otvorena kao Osnovna škola Edvard Kardelj, danas Osnovna škola don Mihovila Pavlinovića. Zbog dodatnih potreba, ubrzo je nadograđena s 480 m2 zatvorenog prostora.
Danas u Metkoviću uz dvije osnovne škole djeluju Gimnazija, Srednja strukovna škola, Osnovna glazbena škola, te Centar za obrazovanje Narona.
- Gimnazija
- Srednja škola
- Osnovna škola Stjepana Radića
- Osnovna škola don Mihovila Pavlinovića

## Crkva

### Katolička crkva
Grad Metković je u crkvenom smislu podijeljen rijekom Neretvom na dvije rimokatoličke župe:
- Na lijevoj obali od 31. ožujka 1719. godine djeluje župa sv. Ilije (uključuje i prigradsko naselje Dubravica) s crkvama:

- Župna crkva sv. Ilije;
- Crkva sv. Franje Asiškog na Kladi;
- Crkvica sv. Ante na Repu;
- Crkvica sv. Ivana Nepomuka i sv. Roka na groblju sv. Ivana;
- Crkva sv. Obitelji u samostanu Služavki Malog Isusa;
- Crkva sv. Nikole Putnika u Metkoviću, sagrađena 1938., znatno oštećena za vrijeme savezničkog bombardiranja u Drugom svjetskom ratu. Nakon rata uklonjeni su njezini ostaci a 1960. godine na tom je mjestu podignuta stambena zgrada.

- Na desnoj obali od 15. rujna 1969. izdvojena je iz župe sv. Ilije i djeluje župa sv. Nikole biskupa sa svojom župnom crkvom.

Prigradska naselja Vid i Prud pripadaju župi Vid, koja djeluje od 25. svibnja 1733., a pripadaju joj crkve:
- Župna crkva Gospe Ledene u Vidu;
- Crkva sv. Vida u Vidu;
- Crkva sv. Ivana Krstitelja u Prudu;
- Crkva sv. Ivana Krstitelja na Dragoviji.

### Pravoslavna crkva
Metkovska parohija u sastavu je Srpske pravoslavne eparhije Zahumsko-hercegovačke i primorske i ima dvije crkve: 
- Crkva sv. Đorđa u Metkoviću pravoslavno je sjedište za sve neretvanske pravoslavne vjernike
- Crkva sv. Petra i Pavla u prigradskom naselju Glušci koja je ujedno i najstarija pravoslavna crkva u Donjem Poneretavlju.

## Gradski park
Gradski park se nalazi na području nekadašnjeg otoka Piska kojeg je s jedne strane omeđivala Neretva, a s druge strane jedan njen rukavac zvan Liman. Izgradnjom makadamske ceste Metković – Mostar sredinom 19. stoljeća rukavac je nasut, a Pisak spojen s padinom Predolca i u to vrijeme je služio za uzgoj poljoprivrednih kultura. S obzirom na središnje mjesto u gradu, tadašnje općinske vlasti donose odluku o formiranju parka i trga. Pokrajinska vlada u Zadru šalje izaslanika Erazma baruna Handela 10. svibnja 1903. koji tom prigodom daje obećanje o formiranju parka.
Sljedeće godine pristupilo se formiranju Plokate (današnjeg Trga kralja Tomislava) i parka Pisak. Za uređenje parka velike se zasluge pripisuju agronomu Iliji Bošnjaku, a pomagali su mu niži činovnik u Poljoprivrednoj školi Bitel, općinski šumar Filip Omišanić, te izvjesni Sever, dr. Klicov i ostali. Troškovi sadnica i uređenje parka iznosili su 3000 kruna. Ukupno je bilo zasađeno oko 150 različitih vrsta drveća, od kojih su neke dovezene brodovima s Bliskog istoka.
Park je svečano otvorio 1. lipnja 1906. novi namjesnik Dalmacije Niko Nardelli na putu po Dalmaciji. Dopisnik Smotre dalmatinske je o boravku Nardellija između ostaloga napisao:
»U Metkoviću bi dočekan od općinskog upraviteljstva, svećenstva, predstavnika ureda u svečanoj uniformi i od školske djece s učiteljima… Na 5 sati poslije podne g. Namjesnik je pregledao poglavarski ured, gdje je primio poklonstvo vigjenijih ličnosti u mjestu… Za tim obagje nekoje urede, crkvu i općinu, a u 7 sati i ½ na večer otvori, uz sviranje vojničke glazbe i u nazočnosti mnoštva naroda, novi park Pisak. Na 8 sati i ½ na večer, bilo je na bojnom parnom brodu Dalmat sobet… Za vrijeme gozbe bio je birani koncert vojničke glazbe, uz živahnu šetnju gragjana, rasvjetu mjesta i paljenje mužara. Osobito bijaše lijepo vidjeti most Jelisava, koji je bio na umjetnički način osvijetljen. Dana 2. lipnja g. Namjesnik je otputovao u Opuzen gdje se zadržao oko dva sata. Svojom ljubeznošću g. Namjesnik osvoji srca svijeh Neretvana, koji su imali zgode ovom da ga vide.«
Nakon nešto više od 100 godina gradske vlasti su pristupile obnovi parka. Projekt je uspješno dovršen te je uz još neke druge projekte zaslužan za nagradu "Perunika-Bogiša" 2010. koju dodjeljuje TZ Dubrovačko-neretvanske županije za najbolje uređena turistička mjesta u županiji.

## Kultura
Metković je prošlosti bio selo čiji su stanovnici mahom bili poljodjelci, stočari i ribari koji su svoje kuće gradili na Predolcu štiteći se od redovitih poplava. U takvom prirodnom okružju teško da se moglo govoriti o kakvoj kulturi, izuzimajući pučke priredbe koje su uglavnom bile vezane za crkvene blagdane. Početkom 19. stoljeća, padom Napoleona i dolaskom austrijske vlasti, Metković postaje upravno središte doline, čime počinje njegov gospodarski, a usporedo s njime i kulturni razvoj. Prijelomna godina u kulturnom životu vjerojatno je 1873. kada se osniva Hrvatska narodna čitaonica neretvanska. Narasle kulturne potrebe iniciraju početak rada Matice hrvatske, kazališnih amatera, limene glazbe... Upravo ova društva i danas čine okosnicu metkovske kulture kroz koju Metkovci generacijama zadovoljavaju svoje kulturne potrebe.

### Gradska knjižnica
Prvi se pisani trag o knjižnici u Metkoviću je izvješće u zadarskom Narodnom listu od 15. listopada 1873. u kojem nepoznati autor piše o otvaranju Narodne čitaonice 30. rujna 1873. Čitaonicu je osnovala je Narodna stranka s ciljem okupljanja svojih pristaša tako da je taj događaj uz kulturno-prosvjetnu imao i političku važnost. Pozdravni govor održao je R. Allodi (prvi predsjednik Narodne čitaonice) te don Mihovil Pavlinović koji je tom prigodom proglašen počasnim članom. Otvorenju je bio nazočan i biskup Josip Juraj Strossmayer i drugi istaknuti politički djelatnici tog doba.
Dajte mi ljepotu zemlje i vode, da vas nanosim nad virove, nad jata plotica, iveraka, pastrva, glavaticama vas oblićem labudovim, izneblušim, zabezeknem nesićim, utvam zlatokrilam; dajte, da vas bacam u zlatne talase, da se topite u jezera pšenice; da vas penjem na Vratare, da gadjate junačke klance; da vas iznosim na Rujnice, da unakrst svietu gledajuć, želja vas mine ljepote zemaljske.
Prva lokacija Narodne čitaonice nije poznata, ali se 1891. čitaonica useljava u novu zgradu na kojoj je 1993. postavljena spomen-ploča na 120. godišnjicu osnutka Narodne čitaonice. Zbog poplava 1952. na 1953. godinu knjižni fond je preseljen u kuću Ante Golijana, da bi počekom 60-ih godina 20. stoljeća knjižnica preselila u prizemlje stambene zgrade sagrađene 1959.
Krajem studenog 2008. započeti su radovi na sanaciji i adaptaciji zgrade Vage, bivše upravne zgrade duhanske otkupne stanice, koja je prenamijenjena u sjedište Prirodoslovnog muzeja, Gradske knjižnice i čitaonice te budućeg Parka prirode Delta Neretve. Sanacija i adaptacija zgrade je završena, a Gradska knjižnica je preselila u nove prostore 14. svibnja 2013.
Najstarija tiskana knjiga koju Gradska knjižnica čuva u svom fondu je djelo Mihovila Pavlinovića iz 1877., Hrvatski razgovori

### Gradsko kulturno središte
Uoči II. svjetskog rata u planu je bila izgradnja Hrvatskog kulturnog doma, međutim, rat je omeo planove. Nedugo nakon rata počinje izgradnja zgrade Doma kulture, čime je Metković zakoraknuo u svoje novo kulturno doba. Današnje Gradsko kulturno središte je građeno u etapama gotovo 30 godina, a po nacrtu Aleksandra Freudenreicha. Zgradu je 25. svibnja 1977. otvorio tadašnji republički sekretar za prosvjetu i kulturu Stipe Šuvar. Uz dvije pozornice tu je uređen i galerijski prostor u kojem su izlagala mnoga velika imena hrvatskog kiparstva i slikarstva te ljetna scena.

### Kino "Pobjeda"
Metković je prvu kino dvoranu za nijemi film imao 1912. godine u privatnom vlasništvu metkovskog urara Ivana Spajića. Kino se zvalo "Pathe", a nalazilo se na mjestu današnje poljoapoteke u Gundulićevoj ulici, a potom kratko i u zgradi današnjeg "Lovačkog Roga" u istoj ulici. Sljedećih godina kino se nalazilo i u kući na mjestu današnjeg hotela "MB", a početkom 30-tih godina i hotelu "Zagreb", današnjem hotel "Narona". 1932. godine kino je otvoreno u Damića kući u vlasništvu Mirka Nikolca, u današnjoj ulici Stjepana Radića 3. Nakon Drugog svjetskog rata veletrgovačko poduzeće Razvitak kupilo je novu opremu i ponovo otvorilo kino u Damića kući 15. veljače 1948. godine ruskim filmom Zdravstvuj Moskva.
Kako su sve dotadašnje dvorane bile u privatnim kućama i neadekvatne svojoj namjeni za širu publiku, odlučeno je da se sagradi velika kino dvorana u današnjoj ulici oca Ante Gabrića. Nova dvorana izgrađena je po idejnom rješenju inž. arh. Perata iz Zagreba, a interijer prema idejnom rješenju Željka Zagote iz Zagreba. Radove su izvodili građevinsko poduzeće Beton i stolarsko poduzeće Izrada, oba iz Metkovića. Dvorana kina "Pobjeda" imala je 343 sjedeća i 31 pomoćno sjedalo. Prvi rukovoditelj kino poduzeća bio je Marko Carević, a prvi kino operater, a kasnije i rukovoditelj, Nikica Mozetić. Svečano otvaranje dvorane bilo je 28. studenog 1958. godine, prikazivanjem američkog filma Desire. Osim u ovoj zatvorenoj dvorani, kolokvijalno zvanoj Zimsko kino, filmovi su se ljeti prikazivali i na otvorenoj sceni metkovskog kazališta, poznatoj kao Ljetno kino.
Kino "Pobjeda" imalo je bogati repertoar kino projekcija koje su se svakodnevno održavale netom nakon premijera u Zagrebu, i dugi niz godina su bile značajan dio kulturnog života. Padom interesa za kino predstave, te neadekvatnošću prostora i opreme kino je i formalno prestalo postojati 2006. godine.
Nabavom suvremene opreme i preseljenjem u nove prostore, nakon desetogodišnje stanke 6. ožujka 2015. u Gradskom je kulturnom središtu Ustanove za kulturu i sport u Metkoviću premijernim prikazivanjem filma Kingsman: Tajna služba svečano je otvoreno obnovljeno kino "Pobjeda". Danas se predstave održavaju vikendom i jedino je kino koje radi cijelu godinu između Dubrovnika i Splita.

### Gradska glazba
Začetci Gradske glazbe "Metković" sežu u godinu 1886. kada je osnovana Škola za podučavanje glazbara. Zasigurno je, tri godine starija, Hrvatska narodna čitaonica neretvanska u ovome odigrala značajnu ulogu, ali je, isto tako, gostovanje Dubrovačke limene glazbe, prigodom otvaranja željezničke pruge Metković – Mostar 1885., moglo potaknuti osnutak spomenute škole. Dvije godine se Promicateljski odbor borio kako bi Pokrajinska vlada u Zadru prihvatila usvajanje Pravila koja su bila preduvjet za osnivanje Glazbe. Konačno, 18. lipnja 1888. Mihi Jeramazu, Vinku Ivančiću i Narcizu Detiniju omogućeno je osnivanje Metkovske građanske glazbe. Bila je to velika pobjeda narodnjaka. Odmah je raspisana audicija pa je primljeno 36 glazbara koji su sami kupili glazbala.
Svoj prvi nastup izvan Metkovića Glazba je imala 1893. na proslavi otkrivanja spomenika hrvatskomu pjesniku Ivanu Gunduliću u Dubrovniku. Između dva svjetska rata može se istaknuti putovanje u Kotor 1928. na proslavu Sv. Tripuna, kada je Glazba bila gost Admiraliteta bokeljske mornarice. Zapažena su i gostovanja na Euharistijskom kongresu 1932. u Sarajevu, kao i na proslavi stote obljetnice "Lijepe naše" u Splitu 1935. Godine 1968. Glazba sudjeluje na Prvom festivalu puhačkih orkestara Hrvatske, 1979. na Četvrtom festivalu u Karlovcu, 1987. na Sedmome festivalu u Opatiji, 1994. na Desetome festivalu ili Prvome natjecanju Hrvatskih puhačkih orkestara u Zaboku i na Trećemu natjecanju Hrvatskih puhačkih orkestara u Kninu 1997., a 2002. u Novom Vinodolskom. Glazba je gostovala i u inozemstvu. 1974. na Svjetskom festivalu amaterskih puhačkih orkestara u Kerkradeu (Nizozemska). Godine 1985. gostuje u Čehoslovačkoj, a 1988., 1990. i 1991. sudjeluje na većem broju festivala u Francuskoj (Pariz, Lile, Orleans, Calais, Lens, Autan). Na poziv organizatora glazbari sudjeluju 1998. u Lensu, na Svjetskom nogometnom prvenstvu na utakmici između Hrvatske i Jamajke. Glazba 2002. gostuje u Mađarskoj u gradovima Moraholom i Mako. Glazba je također više puta sudjelovala na otvaranju Dubrovačkih ljetnih igara, sudionik je Međunarodne smotre folklora u Zagrebu, te Vinkovačkih jeseni 1989., a 1994. Glazba sudjeluje na postavljanju Spomen-križa svim žrtvama Gologa otoka, na Golom otoku.
Mimo svih ratnih neprilika, kada je veći dio glazbenika bio uključen u postrojbe Zbora narodne garde i Hrvatske vojske, Gradska glazba "Metković" ostvarila je i svoj stoljetni san izgradnjom modernog glazbenog doma površine 800 m2 koji je svečano otvoren 20. srpnja 1993. na Dan Sv. Ilije, zaštitnika Grada Metkovića.

### Ogranak Matice hrvatske
O djelovanju Matice hrvatske u Metkoviću prvi poznati podatci su u Matičinom izvješću iz 1878. u kojemu se osim imena povjerenika popa Jose Gabrića ne navode imena članova. Već 1879. u Matičinim dokumentima spominju se i prvi članovi u Metkoviću: pop Josip Damić i poduzetnik Slavoljub pl. Meichsner. Od tog vremena broj članova stalno raste, a metkovska Matica djeluje za područje cijele doline Neretve sve do Prvog svjetskog rata. Prekid rada iznimno je dug. Razlog ponajviše leži u političkoj klimi u prvoj, te ništa boljoj u drugoj Jugoslaviji. Poseban udar Matica doživljava nakon Drugog svjetskog rata kada joj se nacionalizira sva imovina. Dah Hrvatskog proljeća osjećao se i u Metkoviću pa su na prvi dan ljeta 1970. bile gotove sve pripreme za obnavljane djelovanja Matice hrvatske. Koliki je značaj pridavan tom događaju govore i nazočni gosti: tadašnji predsjednik MH dr. Hrvoje Iveković, dr. Franjo Tuđman i književnik Petar Šegedin. Nošeni nacionalnim zanosom Metkovci i Neretvani masovno se učlanjuju, pa je do 1972. broj članova dosegao gotovo tisuću. Nakon sloma Hrvatskog proljeća udar na Maticu i njezino članstvo bio izniman. Najistaknutijim članovima pretresani su stanovi, odvođeni su na informativne razgovore, otpuštani su s posla, montirani sudski procesi nisu bili nikakva rijetkost. Matici je zabranjeno je djelovanje i raspuštena je 1972. Obnova djelovanja na nacionalnoj razini dogodila se 1989., a u Metkoviću 8. lipnja 1991. s prvim predsjednikom, književnikom Vladimirom Pavlovićem. Danas je Ogranak u Metkoviću važan dio kulturnog života, od organizacije izložaba do izdavačke djelatnosti.

### Folklor
Počeci organiziranog njegovanja folklornih običaja Metkovića i doline Neretve padaju u 1950. kada skupina entuzijasta, unatoč problemima s prostorom, financiranjem, nedostatkom nošnja, osniva folklornu skupinu. S obzirom na to da folklor proizlazi i njeguje nacionalno, u vrijeme socrealizma teško je bilo njegovati hrvatske nacionalne običaje i pjesme. Uključivanje u sustav bilo je kroz oformljenu folklornu sekciju Kulturnog umjetničkog društva "Mile Gabrić". Osnivanjem Biokovsko-neretvanskog kazališta folklorna skupina napokon je dobila prostor u Gimnastičkom društvu "Partizan" koje je djelovalo u blizini kazališta. Školske godine 1959/60. učenici metkovske Gimnazije, predvođeni profesorom Vidoslavom Bagurom okupljaju se u razne plesne skupine. Upravo folklorna skupina svojom izvedbom završnog kola iz Ere s onoga svijeta plijeni pozornost publike. To se može smatrati početkom organiziranog praćenja folklornih priredaba u Metkoviću. Osnivanjem Gimnazijskog folklornog društva folklor je dobio stručno vodstvo profesora Bagura, koji se nije zadovoljavao samo radom sa svojim učenicima, već je shvatio da neiscrpno folklorno blago Neretve, Istočne i Zapadne Hercegovine, Dalmatinske Zagore samo čeka da bude otkriveno i stručno obrađeno. Usporedo s plesnim dijelom, radilo se i na prikupljanju i izradi izvornih nošnji, za što je posebno zaslužna profesorica Radojke Bagur, što je bio začetak fundusa narodnih nošnji koje danas posjeduje KUD Metković. Razdoblje uzleta su 1970-e kada se metkovski gimnazijalci redovito pojavljuju na raznim smotrama, postižući zapažene uspjehe, posebno 1976. na Republičkoj smotri u Karlovcu kada su osvojili prvo mjesto. KUD Metković osnovan je 1977. a danas broji više stotina članova u više starosnih skupina. S Gradskim kulturnim središtem, domaćin je smotre folklornih tradicijskih pjesama i plesova "Na Neretvu misečina pala" koja se održava od 1981. godine.

## Šport
Športski klubovi iz Metkovića
| - Nogomet: - NK Neretva - ONK Metković - ŽNK Neretva |  | - Rukomet: - RK Metković, europski trofej - RK Metković – Mehanika - ŽRK Metković - RK Jerkovac |  | - Karate: - KK Metković - KK Knez Domagoj - Košarka: - KK Metković - Veslanje: - VK Neretvanski gusar |  | - Boćanje: - BK Krnjesavac - BK Krvavac - BK Metković - BK Predolac - BK Prud - Biciklizam - Biciklistički klub Relaks |

U Metkoviću starta Maraton lađa, tradicionalno natjecanje lađara koje se održava druge subote u kolovozu. Od 1970. u organizaciji VK Neretvanski gusar održava se tradicionalna veslačka regata pod nazivom Neretvanska regata. U organizaciji SU Neretva run od 2015. održava se Metkovska skalinada, utrka na kronometar starim dijelom grada u duljini od oko 1500 metara, na preko 500 skalina (stepenica). Od 1996. održava se najstariji streetball turnir u Hrvatskoj - Međunarodni streetball turnir Metković. Božićni malonogometni turnir 'Metković'  održava se od 1993.

## Uprava
Općina Metković(i) uspostavljena je u Trstu, 30. studenog 1811. dekretom guvernera Ilirskih pokrajina Henri-Gatiena Bertranda. Do tada je bila u zajednici s općinom Opuzen.
Metković je od 1854. godine postao i središte Kotara, kada se ono premješta iz Opuzena. Središte kotara 1. rujna 1868. prelazi u Makarsku, a razdiobom Dalmacije 1. listopada 1870. Metković postaje jedno od 5 političkih izloženstava (espositure politiche), uz 31 sudski i porezni kotar, te 12 političkih kotara. Ustrajnim pritiscima, 1. studenog 1880. ponovo je uspostavljen Kotar.
Današnju upravu grada Metkovića čine gradonačelnik i gradsko vijeće. Gradonačelnika se s jednim dogradonačelnikom bira neposredno, odvojeno od izbora za 15 gradskih vijećnika iz stranačkih i/ili neovisnih lista kandidata koji se istovremeno provode na lokalnim izborima
- gradonačelnik
  - Dalibor Milan (HDZ)

Sastav Gradskog Vijeća:
- HDZ-HSLS- HSU (8) ; Danijel Arapović (HDZ), Siniša Bebić (HSU), Robert Doko (HDZ), Jelica Lazarević (HDZ), Miljenka Manenica (HSLS), Ivan Puljić (HDZ), Ines Raić (HDZ), Mario Senta (HDZ).
- MOST (7) ; Nikola Grmoja, Nedo Ereš, Tomislav Ramić, Ita Lučin, Denis Žderić, Tomislava Ramić, Marin Marušić.

## Stanovništvo
Popis 1991.
Popis 2001.
Grad Metković je prema popisu 2001. imao 15.384 stanovnika. Po gradskim naseljima:
- Metković (13.873 stanovnika)
- Vid (779)
- Prud (561)
- Dubravica (106)
- Glušci (65)

Popis 2011.
Grad Metković prema popisu stanovništva 2011. godine ima 16.788 stanovnika. Administrativno se sastoji od 5 naselja:
- Metković (15.329 stanovnika)
- Vid (796)
- Prud (497)
- Dubravica (90)
- Glušci (76)

Naselja u okolici:
| - Općina Kula Norinska (1748) - Borovci (23) - Desne (90) - Krvavac (577) - Krvavac II (334) - Kula Norinska (250) - Matijevići (98) - Momići (205) - Nova Sela (36) - Podrujnica (135) |  | - Općina Pojezerje (991) - Brečići (nenaseljeno) - Dubrave (Pojezerje) (nenaseljeno) - Kobiljača (241) - Mali Prolog (31) - Otrić-Seoci (657) - Pozla Gora (62) |  | - Općina Zažablje (757) - Badžula (73) - Bijeli Vir (292) - Dobranje (6) - Mislina (50) - Mlinište (335) - Vidonje (1) |

Popis 2021.
Grad Metković prema popisu stanovništva 2021. godine ima 15.235 stanovnika. Administrativno se sastoji od 5 naselja:
- Metković (13.971 stanovnika)

(četvrti: Liman, Krnjesavac, Unka, Pržine, Klada, Jerkovac, Rokšići, Platan, Crni put, Glibuša, Orašina, Podkraj, Slatine, Jasline, Vrbovci, Jeovci)
- Vid (690)
- Prud (448)
- Dubravica (73)
- Glušci (53)

Naselja u okolici:
| - Općina Kula Norinska (1414) - Borovci (30) - Desne (111) - Krvavac (417) - Krvavac II (260) - Kula Norinska (205) - Matijevići (90) - Momići (163) - Nova Sela (29) - Podrujnica (109) |  | - Općina Pojezerje (943) - Brečići (nenaseljeno) - Dubrave (Pojezerje) (nenaseljeno) - Kobiljača (198) - Mali Prolog (10) - Otrić-Seoci (689) - Pozla Gora (46) |  | - Općina Zažablje (553) - Badžula (56) - Bijeli Vir (211) - Dobranje (5) - Mislina (25) - Mlinište (254) - Vidonje (2) |

| broj stanovnika | 1476  | 1694  | 1931  | 2230  | 2571  | 3014  | 3271  | 3941  | 4658  | 5301  | 6358  | 8810  | 11097 | 13370 | 15384 | 16788 | 15235 |
|                 | 1857. | 1869. | 1880. | 1890. | 1900. | 1910. | 1921. | 1931. | 1948. | 1953. | 1961. | 1971. | 1981. | 1991. | 2001. | 2011. | 2021. |

| broj stanovnika | 999   | 1143  | 1223  | 1386  | 1571  | 1848  | 2308  | 2888  | 3166  | 3712  | 4659  | 7272  | 9845  | 12026 | 13873 | 15329 | 13971 |
|                 | 1857. | 1869. | 1880. | 1890. | 1900. | 1910. | 1921. | 1931. | 1948. | 1953. | 1961. | 1971. | 1981. | 1991. | 2001. | 2011. | 2021. |

## Značajne osobe
Svake godine za Dan grada Metkovića dodjeljuje se Nagrada grada Metkovića uspostavljena je 1971. godine odlukom Skupštine općine Metković.
- Popis životopisa poznatih Metkovaca

| Crkva - msgr. Marin Barišić, nadbiskup splitsko-makarski, metropolit Splitske metropolije - msgr. Josip Marija Carević (1883. – 1945.), biskup dubrovački, naslovni biskup Aristiuma, hrvatski mučenik - otac Ante Gabrić (1915. – 1988.), misionar u Indiji i suradnik svete Majke Terezije - don Radovan 'Rade' Jerković (1900. – 1950.), svećenik, pisac, hrvatski mučenik - dr. fra Stanko Petrov (1887. – 1963.), pisac, profesor, odgojitelj, provincijal Provincije Presvetog Otkupitelja i generalni vizitator - msgr. Petar Rajič, naslovni nadbiskup Sarsenteruma i apostolski nuncij u Kataru, Kuvajtu i Bahreinu - dr. sc. msgr. Fabijan Veraja (1923. – 2014.), umirovljeni dotajnik Kongregacije za kauze svetih u Vatikanu - msgr. Martin Vidović, naslovni nadbiskup ninski i apostolski nuncij u Bjelorusiji - dr. don Mile Vidović, ravnatelj splitske Nadbiskupijske klasične gimnazije Don Frane Bulić Medicina - prof. dr. sc. Mladen Bušić, prim. dr. med., liječnik, oftalmolog, ravnatelj Kliničke bolnice "Sveti Duh" u Zagrebu - prof. dr. sc. Nikica Gabrić, liječnik, oftalmolog, osnivač i ravnatelj Klinike "Svjetlost" - dr. Nela Sršen, liječnica, počasna konzulica RH u Italiji Glazba - prof. Vidoslav 'Vido' Bagur, folklorist i osnivač KUD-a Metković - Dragan 'Fudo' Brnas, pjevač, studijski glazbenik i aranžer - Tereza Gabrić, pjevačica - Nikola Jerković, glazbenik i glazbeni producent - Goran 'Gogo' Martinac, glazbeni urednik, aranžer i producent, dobitnik Porina - Branko Medak, glazbenik - Jurica Popović (1958. – 2023.), glazbenik, tekstopisac, skladatelj, član Gracije - Matiša Rajčić (1940. – 1996.), akademski glazbenik, solist i orguljaš - Matija 'Francika' Vuica, pjevačica Gracije i modna dizajnerica - Klement Visković, akademski glazbenik i skladatelj - Darko Matičević, skladatelj, šansonijer, aranžer i profesor glazbene umjetnosti - glazbeni rock sastav Trotakt projekt - glazbeni rock sastav Spaček - glazbeni rock sastav Gracia Književnost - Dragan Marijanović, književnik - Radovan Marušić (1932. – 2008.), književnik, scenograf i kostimograf - Fila Mišur (1931. – 2012.), pjesnikinja - Vladimir Pavlović (1935. – 1996.), književnik - Ivan Slamnig (1930. – 2001.), pjesnik - Domagoj Vidović, jezikoslovac, onomastičar - Milana Vlaović Kovaček, tekstopisac i glazbena producentica - Stojan Vučićević (1941. – 1989.), pjesnik Dramska umjetnost - Obrad Gluščević (1913. – 1980.), filmski redatelj - Ivo Knezović, scenograf i arhitekt - Tomislav Martić, glumac - Ivo Marević, glumac - Damir Mejovšek (1933. – 2006.), glumac - Martin Tomić, filmski montažer, profesor montaže na Akademiji dramskih umjetnosti u Zagrebu - Vera Zima (1953. – 2020.), glumica Likovna umjetnost - Živan Bjelovučić (1927. – 2007.), kipar i umjetnik - Lajla Mišur Volarević, slikarica - Dragana Nuić Vučković, akademska slikarica - Dunja Ana Vučićević, akademska slikarica i profesorica povijesti umjetnosti - Nikola Vučković (1956. – 2020.), akademski kipar, slikar, ilustrator i dizajner | Šport - Andrija Anković (1937. – 1980.), nogometni reprezentativac, zlatni olimpijac 1960. - Željko Babić, rukometni trener, reprezentativac i izbornik, brončani olimpijac 2012. kao pomoćni trener - Ivica Barbarić, nogometni reprezentativac, sudionik Olimpijskih igara 1988. - Hrvoje Batinović, rukometni reprezentativac - Ilija Brozović, rukometni reprezentativac - Goran Čarapina, rukometni reprezentativac - Patrik 'Pako' Ćavar, rukometni reprezentativac, zlatni olimpijac 1996. - Ivan Čupić, rukometni reprezentativac, brončani olimpijac 2012. - Davor Dominiković, rukometni reprezentativac, zlatni olimpijac 2004. - Slavko 'Keta' Goluža, rukometni trener, dvostruki zlatni olimpijac, 1996. i 2004. kao reprezentativac, te brončani olimpijac 2012. kao izbornik - Sergej Jakirović, nogometni reprezentativac i trener - Vladimir 'Mana' Jelčić, rukometni reprezentativac, zlatni olimpijac 1996., trener - Dragan 'Jera' Jerković, rukometni reprezentativac - Marin Jelinić, rukometni reprezentativac - Nikša 'Kina' Kaleb, rukometni reprezentativac, zlatni olimpijac 2004. - Mišo Krstičević, nogometni reprezentativac i trener - Ante 'Čiko' Martinac (1944. – 2006.), povjerenik 1. HNL - Juraj Nikolac, šahovski velemajstor - Frane Nonković (1939. – 2023.), vaterpolski reprezentativac, srebrni olimpijac 1964. - Ivica 'Linci' Obrvan, rukometni reprezentativac, trener i izbornik - Ante Pavlović (1933. – 2022.), glavni tajnik Nogometnog saveza Hrvatske i Fudbalskog saveza Jugoslavije, direktor GNK Dinamo - Bruno Petković, nogometni reprezentativac - Ilija 'Duka' Puljević, rukometni trener i izbornik - Bruno Sorić (1894. – 1942.), veslački reprezentativac, brončani olimpijac 1924. - Darijo Srna, nogometni reprezentativac i kapetan - Zvonimir Srna, rukometni reprezentativac - Igor Štimac, nogometni reprezentativac, izbornik i trener, predsjednik Udruge klubova 1. HNL - Mate Šunjić, rukometni reprezentativac - Boško Šutalo, nogometni reprezentativac - Mate Trojanović (1930. – 2015.), veslački reprezentativac, zlatni olimpijac 1952. - Hrvoje Vejić, nogometni reprezentativac - Marta Žderić, rukometna reprezentativka Razno - Branka Bebić Krstulović, miss Hrvatske - Luka Bebić, predsjednik Hrvatskog sabora i ministar obrane - Jure Galić Veliki (1912. – 1943.), narodni heroj - Pero Gabrić (1932. – 2013.), novinar - mr. Stipo 'Jambo' Gabrić, gradonačelnik i zastupnik u Hrvatskom saboru - dr.sc. Martin Glamuzina (1941. – 2018.), sveučilišni profesor - Smiljan Gluščević, arheolog i sveučilišni profesor - Miljenko Grgić alias Mike Grgich (1923. – 2023.), svjetski poznati vinar iz Kalifornije - Nikola Grmoja, političar - Marica Guina (1903. – 2003.), Pravednica među narodima - dr. Ivan Jurić (1932. – 2021.), povjesničar i pedagog - mr.sc. Radomir Jurić, arheolog i sveučilišni profesor - Damir Magaš, znanstvenik, geograf, prvi rektor Sveučilišta u Zadru - prof. dr. sc. Ilija Manenica, sveučilišni profesor, pročelnik odjela - Stanko Marević - Prpić (1922. – 1944.), narodni heroj - dr. Đuro Njavro, ekonomist i pedagog - mr. sc. Marija Obad, sveučilišna profesorica - general bojnik Mate Obradović, visoki vojni dužnosnik, glavni inspektor MORH-a - dr. Božo Petrov, gradonačelnik, potpredsjednik Vlade Republike Hrvatske i potpredsjednik Hrvatskog sabora - Krešo Rakić (1919. – 1941.), narodni heroj - prof. dr. sc. Davor Romić, dekan Agronomskog fakulteta u Zagrebu ministar poljoprivrede - Pera (1906. – 1966.) i Stanko Šiljeg (1902. – 1988.), Pravednici među narodima (postumno) - Ante Šprlje, ministar pravosuđa - Ivan Šprlje, župan Dubrovačko-neretvanske županije |

## Znamenitosti
- Prirodoslovni muzej Metković, nastao iz Ornitološke zbirke, zbirke prepariranih ptica
- Jama u Predolcu, stanište dinarskog špiljskog školjkaša (Congeria kusceri) jedinog školjkaša na svijetu koji živi u podzemlju.
- Žudije župe Sv. Ilije, najstarije su žudije u Hrvatskoj, osnovane 1857. godine.[41]

### Znamenite građevine
- Hotel "Austria" sagrađen je krajem 1890. preko puta današnjeg parka. Drugi je to najstariji hotel na hrvatskoj obali. Izvorno dvokatnoj građevini naknadno je pridodan manji kat. Danas je u stambenoj funkciji.
- Hotel "Metković" sagrađen je 1908. na kutu tadašnje Glavne ulice i Plokate (današnjeg Trga kralja Tomislava). Imao je 16 soba, kavanu, restoran i kuhinju. Kao i hotel "Austrija", prestankom rada zgrada je prenamijenjena.
- Duhanska stanica ("Vaga") sagrađena je 1903. od kamena iz Pučišća na Braču. Prvotna namjena bila je stanica za otkup duhana, a danas se u njoj nalaze Gradska knjižnica i Prirodoslovni muzej.
- Plokata, glavni trg u Metkoviću (danas Trg kralja Tomislava) nastao je u drugoj polovici 19. stoljeća nakon izgradnje ceste Mostar - Metković. Nastao je na mjestu nekadašnjeg riječnog rukavca Limana koji je 60-tih godina 19. stoljeća zatrpan čime je tadašnji otok Pisak povezan s Predolcem.
- Jelisavin most pušten je u promet 1895. Trolučni most sagrađen je na mjestu današnjeg Lučkog mosta. Srušen je krajem Drugog svjetskog rata te obnavljan do 1948. Ime je dobio prema supruzi austrougarskoga cara i kralja Franje Josipa I.
- Željeznička stanica u današnjem obliku datira na početak 20. stoljeća. Naknadno je dobila i stambenu funkciju. Sanirana je u tri navrata: krovište 2006., fasada i otvori 2008., a čekaonica i sanitarni čvor 2009.
- Lučka kapetanija sagrađena je 1912. pored parka i današnjeg Trga kralja Tomislava.
- Dom kulture, izgrađen prema nacrtima Aleksandra Freudenreicha s kraja 1940-ih. Svečano je otvoren 1977. godine. U prizemlju je kazališna dvorana kapaciteta 480 mjesta a na katu je galerijski prostor. Danas služi i kao kino, a uz Neretvu se nalazi ljetna pozornica koja je nekada služila kao ljetno kino.
- Upravna zgrada "Razvitka" (u današnjoj ulici Andrije Hebranga) izgrađena je 1964. kao sjedište nekadašnje trgovačke tvrtke. Nakon gašenja tvrtke bila je zapuštena, ali je obnovljena i u nju su preseljeni uredi suda i katastra.

- Zgrada nekadašnjeg hotela Austria
- Zgrada nekadašnjeg hotela Metković
- Željeznička postaja Metković
- Lučka kapetanija
- Zgrada suda (prije upravna zgrada "Razvitka")

- Zgrada vinarije u ulici Zrinskih i Frankopana sagrađena je 1950-ih. Velikim kapacitetom bila je zamišljena kao središnja vinarija neretvanskoga kraja. Danas je van funkcije i u zapuštenom stanju.
- Lučki most (prijašnjeg naziva "Most maršala Tita") podignut je 1973. na adaptiranim kamenim pilonima starog Jelisavinog mosta. Ukupne je duljine 157 m (tri jednaka raspona od 49,35 m). Sastoji se od kolnika širine 7 m te dva pješačka nogostupa od po 1,5 m.
- Robna kuća otvorena je 27. srpnja 1981. Kompleks je imao 4500 m2 prodajnog prostora, 1100 m2 ugostiteljskog prostora te 1100 m2 skladišnog prostora.[19]:268. Jedan je od posljednjih većih projekata tvrtke "Razvitak". Karakteristična je po obliku krova koji je u obliku neretvanske lađe. Danas je u funkciji trgovačkog centra.
- Stadion "Iza Vage" postoji još od 1946. kao igralište tadašnje NK Narone (danas NK Neretve). Uređenje je trajalo od 1955. do 1971. Sastoji se od nogometnog igrališta veličine 105×68 m, klupskih prostorija te tribina kapaciteta oko 2000 gledatelja.
- Stadion ONK Metković (kolokvijalno Štruvino igralište) izgrađen je 1976. kao igralište ONK Metković. U sastavu su i klupske prostorije a kapacitet tribina je oko 1100 gledatelja. Osim matičnog kluba, stadion rabe ŽNK Neretva i ragbi klub Metković.
- Sportska dvorana građena je od 1980. do 1982. kao matična dvorana tadašnjeg RK Mehanika (poslije RK Metković), ali i kao dvorana mnogim sportskim događajima. Opremljena je svlačionicama, klupskim prostorijama i spremištima, a kapaciteta je 3000 gledatelja.
- Crkve u Metkoviću
- Arheološki muzej Narona u Vidu, prvi muzej u Hrvatskoj koji je izgrađen in situ

- Robna kuća s karakterističnim krovom
- Zgrada nekadašnje vinarije
- Lučki most
- Stadion "Iza Vage"
- Stadion ONK Metković

## Događanja
- Veljača: Metkovske maškare[42]
- Svibanj:  Smotra folklora "Na Neretvu misečina pala"
- Lipanj - kolovoz: Metkovsko kulturno ljeto[43]
- Srpanj: Glas Neretve, festival pjevača amatera koji se održava od 1973.[44]
- Srpanj: Sv. Ilija, Dan Grada Metkovića,  tradicionalni sajam i kulturno-zabavni program održava se svake godine 20. srpnja[45]
- Kolovoz: Maraton lađa na Neretvi, tradicionalno natjecanje lađara održava se druge subote u kolovozu
- Kolovoz: Dani Neretvanske kneževine, trodnevna kulturno-zabavna manifestacija uoči Maraton lađa na Neretvi[46]
- Prosinac: Prosinačke svečanosti[47]

## Zanimljivosti
- Lepra (leprozija, guba ili Hansenova bolest), tj. guba stoljećima je harala Europom, pa i Hrvatskom. U Dalmaciji je tako svaki veći grad imao svoj leprozorij. Krajem 18. st. guba je iščezla, da bi se iznenada pojavila u 19. st. Najvjerojatnije je došla iz susjedne Bosne, kamo su je donijeli turski vojnici. Početkom 20. st. u Dalmaciji je bilo svega 7 gubavaca. Da bi se spriječilo širenje bolesti namjesništvo u Zagrebu naredilo je da se u Metkoviću pronađe mjesto za leprozorij, gdje bi se smjestili svi dalmatinski gubavci. Svega 2 km od grada, u predjelu Pavlovača podignut je 1905. posljednji leprozorij. Uz bolesničke sobe tu je bila i ambulanta i kapelica. Smrću većine bolesnika 1925. leprozorij je ukinut. Zanimljivo je da se u župnom uredu u Metkoviću čuva pinceta kojom je svećenik davao Sv. Pričest bolesnicima. Predio gdje je bio leprozorij i danas se naziva Gubave kuće.

- Slavni talijanski putopisac Alberto Fortis u svom čuvenom djelu "Put po Dalmaciji" piše i o svom posjetu Neretvanskom kraju 1772. godine. U knjizi pripovijeda o teškom i nezdravom životu u Neretvi gdje je često harala malarija. Zbog toga je opravdano nastala izreka "Neretvo od Boga prokleta", a malarija se nazivala, čak i u medicinskim krugovima "Neretvanska bolest". Dalje iznosi jedan zanimljiv podatak, kako mu je jedan Neretvanin rekao da groznica od koje masovno stradaju dolazi od uboda komaraca. Stoga svaki stanovnik ima mali šator kojim se štiti od uboda komaraca. Zanimljivo, jer je komarac kao uzročnik malarije "otkriven" tek u Indiji 1898.
- Nakon pojave u svibnju 1886. u talijanskim lukama (Trst, Bari i Venecija), kolera je u Metkoviću otkrivena 19. kolovoza 1886. a događaj je bio popraćen viješću u zadarskom Narodnom listu. Obuzdana je 13. rujna, a cijelo to vrijeme Donje je Poneretavlje bilo blokirano i omeđeno sanitarnim koridorom i ulaz i izlaz iz područja nije bio dopušten. Od 56 oboljelih, preminulo je njih 35. Oboljeli su se liječili u vojnoj baraci na području Unke, a umrli su se pokapali u i u neposrednoj blizini na lokalitetu Greblje (kod današnjeg Komunalnog), gdje je bilo 27 pokopanih, a danas više ne postoji. U listopadu 1886. u crkvi sv. Ilije održana je sveta misa u znak zahvalnosti Bogu što je grad spasio od bolesti.[19]:291.
- Za vrijeme I. sv. rata iznenada je otkrivena vrijednost neretvanske pijavice. Naglo je počeo lov na njih, a cijena im je na svjetskom tržištu vrtoglavo rasla. Početkom 30-ih godina neretvanska pijavica je po kvaliteti zauzimala prvo mjesto na svjetskom tržištu, a vrijednost joj je skočila za sto puta u odnosu prema ostalim pijavicama. Obično su se lovile uranjanjem lovčeve noge i udaranjem štapom po vodi, čime se oponašao pokret toplokrvnih životinja na koje se inače pijavice kupe.
- Prvi frizerski salon za žene u Metkoviću otvoren je 12. veljače 1935. U salonu "Bera" vlasnika Stanislava Vanjačeka iz Zagreba osim električne i vodene ondulacije vršilo se i manikiranje i pedikiranje.[19]:65.
- Godine 1947. osnovano je Državno auto poduzeće (DAP, poslije preimenovano u Saobraćajno poduzeće). Zbog nedostatka autolakova, vozila su bojana različitim bojama pa su ih nazivali kanarincima.[19]:36.
- Izgradnja mlina i silosa za skladištenje pšenice započela je 1950., a 17. ožujka 1953. osnovano je poduzeće "Žitni fond". Iste mu je godine pripojen gradski mlin i tvornica tjestenine. Poduzeće je 1957. preimenovano u "Neretvanski partizan".[19]:98.
- Nekadašnje trgovačko društvo "Razvitak" osnovano je 23. travnja 1947. Prethodnici su mu bili KONTAPROD (Kotarsko nabavno i prodajno poduzeće, osnovano 1944.), poslije podružnica GLAVNOPROD-a (Glavno nabavno i prodajno poduzeće Hrvatske) te 1945. kao Opće trgovačko poduzeće.[19]:144.

- Prvi pokušaj vodoopskrbe pitkom vodom bio je projekt iz 1930. koji je predviđao napajanje s izvora Studenčice u Studencima kod Ljubuškoga, ali je zbog skupoće projekt odbila Banska uprava u Splitu. Dana 26. lipnja 1960. u Ljetnom je kazalištu održan zbor građana na kojem je donesen zaključak o izgradnji vodovoda. Pola troškova snosile su ondašnje vlasti, a pola su financirali stanovnici Metkovića. Poduzeće Vodovod osnovano je 7. studenoga 1960. s Natkom Rezićem na čelu. Vodovod je pušten u funkciju od izvora u Doljanima do ulice Stjepana Radića 8. srpnja 1963.[19]:239.
- Dom zdravlja sa suvremenim rodilištem otvoren je 1. srpnja 1970. Rodilište je postojalo već od 1952. i to za područje općina Metković, Vrgorac, Opuzen i Ploče.[19]:239. Današnji izgled Dom zdravlja dobio je rekonstrukcijom 2002.
- Prvo samoposluživanje u Metkoviću otvoreno je 4. srpnja 1962. u današnjoj ulici Stjepana Radića, preko puta Gradskog parka.[19]:243.
- Poštanski ured u Metkoviću otvoren je 1849. Najprije je bio smješten u današnjoj Progresovoj zgradi u ulici Stjepana Radića. Od 1936. do 1957. nalazio se u kući braće Jelavića srušenoj 1970-ih, a 1957. sagrađena je zgrada stare pošte u ulici Kralja Zvonimira. U današnju zgradu preselio je 16. kolovoza 1984.[19]:289. Zgrada današnje pošte djelo je arhitekte Ante Rožića.[48]
- Tvrtka "Mehanika" osnovana je 4. listopada 1958. pod nazivom Samostalna zanatska radnja Metković, a djelatnost je bila strojobravarska i limarska. Širenjem djelatnosti i obima posla, godine 1963. otvoren je pogon Autoservis s tehničkim pregledom vozila. Naziv Mehanika tvrtka je dobila 1975. godine. U današnjoj Splitskoj ulici sagrađen je novi pogon Autoservisa koji je svečano otvoren 1. svibnja 1975, a do njega su sagrađeni novi poslovni prostori i pogoni za izradu skela, podupirača i drugih metalnih proizvoda.[19]:339.
- Nekadašnja tiskara Biokovo otvorena je 5. listopada 1959. odlukom Narodnog odbora općine Metković od 1. listopada 1959. Prva lokacija bila joj je u Paronosovoj kući (preko puta današnjeg Poglavarstva). Strojevi su nabavljeni iz tiskare Kultura u Trebinju, a prvi je direktor bio Marko Carević iz Metkovića. U novoizgrađeni pogon pored današnjeg nadvožnjaka preselila je 1970.[19]:341.
- Radio postaja Metković započela je s emitiranjem 26. listopada 1971. nakon dvogodišnjeg stajanja opreme koju je donirao Radio Zagreb. Prethodio joj je rad amaterske radio stanice trojice Metkovaca koja je program počinjala riječima: "Ovdje radio šupa". Emitiranje nije dugo potrajalo, nedugo nakon sjednice CK SKJ u Karađorđevu 29. studenoga 1971. i sloma Hrvatskog proljeća. Iako je bilo više pokušaja, rad je obnovljen tek 1991.[19]:362.[49]
- Dobrovoljna vatrogasna četa (današnji DVD Metković) osnovana je 10. prosinca 1933. na poticaj općinske uprave s obzirom na to da je tadašnji Zakon o vatrogastvu nalagao da svako mjesto s više od 2000 stanovnika mora imati vatrogasce. Na dan osnivanja četa je imala 45 vatrogasaca.[19]:409.
- Tvrtka Progres utemeljena je rješenjem Narodnog odbora kotara Metkovića 24. prosinca 1954. Bavila se proizvodnjom konfekcijske robe, tapetarskim poslovima, izradom kišobrana, zaštitne odjeće za radnike, tekstilne opreme za medicinske i ugostiteljske objekte, itd. Kroz radni vijek mijenjala je djelatnost, ovisno o potrebama tržišta, pa je tako dala veliki doprinos Domovinskom ratu šivanjem uniformi i drugog materijala za potrebe Hrvatske vojske.[19]:416.
- Građevinsko poduzeće Beton osnovano je Rješenjem Narodnog odbora općine Metković 29. prosinca 1956. kao radna organizacija za obnovu i izgradnju porušenog grada. Ime Beton dobilo je 16. svibnja 1957. Poduzeće je diljem bivše države podiglo veliki broj građevina razne namjene.[19]:417.

## Unutarnje poveznice
Popis članaka o metkovskim temama
- Metkovski vjesnik, mjesečni list koji je izlazio na području grada Metkovića
- Smotra folklora "Na Neretvu misečina pala"
- Maraton lađa
- Lučki most

## Vanjske poveznice
- Službena stranica Grada Metkovića
- Turistička zajednica Metković